# Buellia kimberleyana
Buellia kimberleyana är en lavart som beskrevs av Elix. Buellia kimberleyana ingår i släktet Buellia och familjen Physciaceae.   Inga underarter finns listade i Catalogue of Life.